# Bathippus
Bathippus Thorell, 1892 è un genere di ragni appartenente alla famiglia Salticidae.

## Caratteristiche
Questo genere ha varie peculiarità in comune col genere Canama Simon, 1903.
Le femmine sono lunghe dai 6 ai 9 millimetri, i maschi leggermente più grandi. Sono ragni dalle zampe lunghe e opistosoma sottile e allungato.
I maschi hanno lunghi e robusti cheliceri che puntano in avanti. Il cefalotorace nella maggior parte delle specie è arancione con leggere strisce. L'opistosoma è prevalentemente grigio con macchie grigio scure a coppia; le zampe sono arancioni.

## Distribuzione
Le 31 specie oggi note di questo genere sono diffuse in Australasia, sono quasi tutte endemiche di una sola località, isola o arcipelago.

## Tassonomia

Bathippus palabuanensis, dettagli anatomici

Questo genere è considerato un sinonimo anteriore di Dudasia Strand, 1911 a causa della sinonimia fra le specie tipo evidenziata da uno studio dell'aracnologo Prószynski del 1984.
A dicembre 2010, si compone di 31 specie:
1. Bathippus birmanicus Thorell, 1895 — Birmania
2. Bathippus brocchus (Thorell, 1881) — Nuova Guinea
3. Bathippus dentiferellus Strand, 1911 — Isole Aru
4. Bathippus digitalis Zhang, Song & Li, 2003 — Singapore
5. Bathippus dilanians (Thorell, 1881) — Nuova Guinea, Isole Aru
6. Bathippus elaphus (Thorell, 1881) — Nuova Guinea
7. Bathippus keyensis Strand, 1911 — Isole Kei (Indonesia)
8. Bathippus kochi (Simon, 1903) — Arcipelago delle Molucche
9. Bathippus latericius (Thorell, 1881) — Nuova Guinea
10. Bathippus macilentus Thorell, 1890 — Sumatra
11. Bathippus macrognathus (Thorell, 1881)[4] — Nuova Guinea
12. Bathippus macroprotopus Pocock, 1898 — Isole Salomone
13. Bathippus manicatus Simon, 1902 — Borneo
14. Bathippus molossus (Thorell, 1881) — Nuova Guinea
15. Bathippus montrouzieri (Lucas, 1869) — Queensland, Nuova Caledonia
16. Bathippus morsitans Pocock, 1897 — Borneo
17. Bathippus oedonychus (Thorell, 1881) — Nuova Guinea
18. Bathippus oscitans (Thorell, 1881) — Nuova Guinea
19. Bathippus pahang Zhang, Song & Li, 2003 — Malesia
20. Bathippus palabuanensis Simon, 1902 — Giava
21. Bathippus papuanus (Thorell, 1881) — Nuova Guinea, Isole Salomone
22. Bathippus proboscideus Pocock, 1899 — Nuova Guinea
23. Bathippus rechingeri Kulczyński, 1910 — Isole Salomone
24. Bathippus rectus Zhang, Song & Li, 2003 — Singapore
25. Bathippus ringens (Thorell, 1881) — Nuova Guinea
26. Bathippus schalleri Simon, 1902 — Malesia
27. Bathippus sedatus Peckham & Peckham, 1907 — Borneo
28. Bathippus seltuttensis Strand, 1911 — Isole Aru
29. Bathippus semiannulifer Strand, 1911 — Isole Aru, Isole Kei (Indonesia)
30. Bathippus shelfordi Peckham & Peckham, 1907 — Borneo
31. Bathippus waoranus Strand, 1911 — Isole Kei (Indonesia)

### Specie trasferite
- Bathippus cervus (Thorell, 1881); gli esemplari, rinvenuti in Nuova Guinea sono stati ridenominati inizialmente come Canama cervus (Thorell, 1881); uno studio di Prószinski del 1987 ne ha ravvisato la sinonimia con Canama dorceps (Doleschall, 1859)[3]
- Bathippus dorcas (Thorell, 1881); gli esemplari, rinvenuti nelle Molucche sono stati ridenominati come Canama dorcas (Thorell, 1881) da uno studio di Prószinski del 1984[3]
- Bathippus hinnuleus (Thorell, 1881); gli esemplari, rinvenuti nel Queensland sono stati ridenominati come Canama hinnulea (Thorell, 1881) da uno studio di Prószinski del 1984[3]
- Bathippus trinotatus Thorell, 1895; gli esemplari, rinvenuti nelle Guinea equatoriale, sono stati ridenominati inizialmente come Telamonia trinotata (Thorell, 1895); uno studio dell'aracnologo Zabka del 1988 ne ha ravvisato la sinonimia con Telamonia festiva (Thorell, 1887)[3]